# 絕對忠誠誓詞
絕對忠誠誓詞（Ironclad Oath）是在美國1860年代的重建時期，將前邦聯人士排除出政治舞台的一項關鍵因素。它要求所有白人男性宣誓自己不曾攜械對抗聯邦政府，或從未支持南方邦聯─也就是說，他「從未自願攜械對抗合眾國」，「志願地」不提供叛亂份子「任何援助、支持、建議或鼓勵」，並且履行（或試圖履行）不接受邦聯旗下一切職務的責任。
國會最初是在1862年7月草擬此一誓詞，當時適用於所有聯邦雇員、律師及選舉產生的聯邦官員。1864年的韋德─戴維斯法案將其適用範圍擴大到南方選民，但遭到亞伯拉罕·林肯總統的否決。繼任總統安德魯·強森也反對這種作法。強森和林肯轉而要求南方人宣誓在未來支持聯邦政府。
1866年，激進派共和黨人運用絕對忠誠誓詞阻止所有前邦聯人士行使投票權，甚至不許加入陪審團。1867年，美國最高法院宣判，聯邦政府對檢察官及律師的絕對忠誠誓詞，以及近似於此，適用於教師及專業人士的密蘇里州誓詞都是違憲的，因為它們違背憲法禁止剝奪公民權法案（bill of attainder）及追溯法令的相關規定。相關判例見Cummings v. Missouri, 4 Wall. 277 (1867); Ex parte Garland, 4 Wall. 333 (1867)。但激進派共和黨人仍然在他們執政的每一個地區援用此一誓詞。該誓詞自1871年起在實務上停止宣發，最終於1884年遭到廢棄。見Hyman (1959), pp. 264-5。